# Società Anonima delle Ferrovie e Tramvie Padane
La Società Anonima delle Ferrovie e Tramvie Padane (FTP) era una società per azioni operante nel settore dei trasporti pubblici.

## Storia
La società viene fondata nel 1907 a Milano subentrando alla Società Anonima delle Tramvie Ferraresi a Vapore che l'8 marzo 1900, con il Regio decreto numero 109 aveva ottenuto la concessione per la costruzione di una tranvia tra Ferrara e Codigoro a scartamento ridotto lunga circa 52 chilometri che percorreva in sede propria, affiancata alla strada provinciale comacchiese. L'inaugurazione della tranvia avvenne il 16 gennaio 1901 con trazione a vapore.
La società nel 1908 richiese ed ottenne la concessione per ampliare la propria rete realizzando un ramo di 28 km tra Ostellato e l'odierno Porto Garibaldi che allora si chiamava Magnavacca. Questa venne inaugurata nel 1911 sempre con servizio a vapore.
Nel 1911 la società aveva inoltre firmata la convenzione per l'esercizio della ferrovia a vapore Fano - Fossombrone - Fermignano voluta dalle popolazioni dell'urbinate e approvata con Regio decreto. Il 25 aprile 1915 la ferrovia era entrata in esercizio da Fano a Fossombrone e il 30 novembre 1916 fino a Fermignano, dove si congiungeva con la linea FS esistente che da Fabriano già raggiungeva Urbino.
Nel 1916 la società apriva all'esercizio la tratta ferroviaria a scartamento ridotto Rimini-Verucchio e nel 1922 il suo prolungamento fino a Mercatino Marecchia, oggi Novafeltria. Venivano costruite nelle adiacenze della stazione di Rimini il deposito e le officine.
La tranvia tra Ferrara e Codigoro si rivelò presto insufficiente alle esigenze di traffico per cui la società presentò un progetto di conversione in ferrovia a scartamento normale; questo venne approvato il 25 febbraio 1926 con Regio decreto numero 492 e la nuova linea inaugurata il 28 ottobre 1931. La tratta Ostellato - Porto Garibaldi non venne invece trasformata.
La società tuttavia cominciò piano piano ad entrare in crisi finanziaria; l'ammodernamento della tratta Ferrara - Codigoro non riuscì a salvare la società dal fallimento e il 30 maggio 1933 l'esercizio fu sospeso in tutte le tratte gestite.
La gestione commissariale governativa, la prima ad essere messa in opera, subentrò il 6 giugno 1933 all'esercizio della società, dichiarata decaduta dalle concessioni delle linee Ferrara - Codigoro, Ostellato - Porto Garibaldi e Fano - Fermignano. Su quest'ultima venne però istituito un autoservizio sostitutivo.
La gestione delle ferrovie Ferrara-Codigoro e Rimini-Novafeltria, che facevano parte del gruppo di linee in concessione alla società anonima ferrovie e tranvie padane, venne assunta in via provvisoria dall'amministrazione governativa a mezzo dell'ispettorato compartimentale per l'Emilia, con sede in Bologna, a seguito della decadenza della suddetta società, dichiarata con regio decreto del 7 settembre 1933 n. 1274; questa essendo fallita ne aveva già abbandonato l'esercizio.

## Ferrovie e Tranvie gestite
- Ferrovia Ferrara-Codigoro
- Tranvia Ostellato-Porto Garibaldi
- Ferrovia Fano-Fermignano
- Ferrovia Rimini-Novafeltria

## Parco rotabili

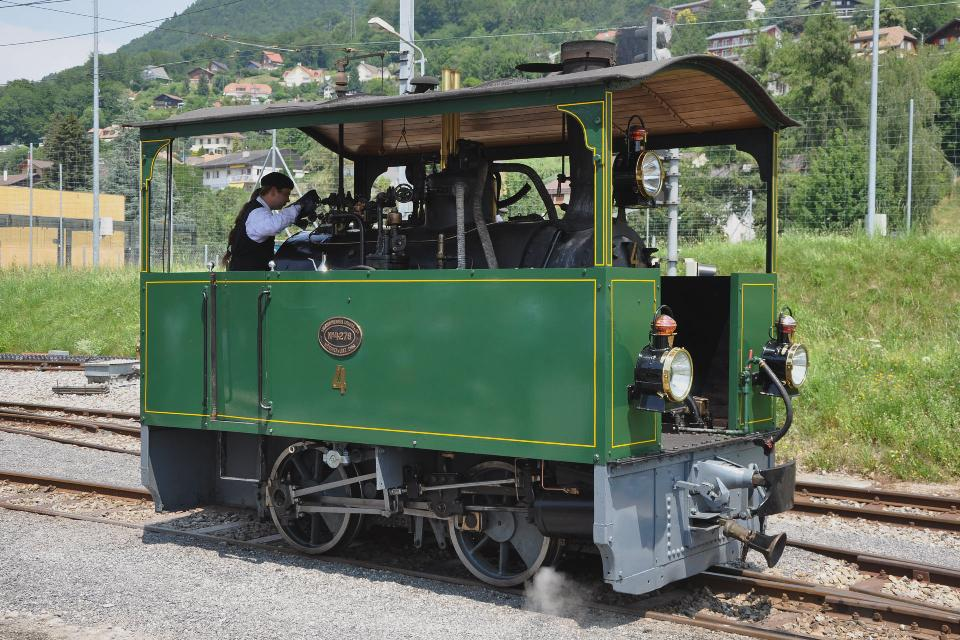
Tram G 2/2 n. 4, in uso sulle linee FTP, a Blonay nel 2010

Il parco trazione a vapore risultava così composto:
| Gruppo    | Unità | Servizio                                          | Note                                                      |
| --------- | ----- | ------------------------------------------------- | --------------------------------------------------------- |
| Gruppo 20 | 21    | Rimini-Novafeltria                                |                                                           |
| Gruppo 20 | 22÷23 | Ostellato-Porto Garibaldi                         |                                                           |
| Gruppo 30 | 31÷32 | Ostellato-Porto Garibaldi                         |                                                           |
| Gruppo 40 | 41÷44 | Fano-Fermignano                                   | 42 ceduta al Comune di Rimini                             |
| Gruppo 40 | 41÷44 | Successivamente trasferite sulla Ferrara-Codigoro | 42 ceduta al Comune di Rimini                             |
| Gruppo 60 | 61÷63 | Rimini-Novafeltria                                |                                                           |
| Gruppo 70 | 71÷72 | Ostellato-Porto Garibaldi                         | 71 ceduta nel 1969 al convento di San Benedetto a Ferrara |
|           | 4     | Rimini-Novafeltria                                | Ceduta alla Ferrovia Museo Blonay-Chamby                  |

Oltre all'unità n.4, entrata in servizio previo cambio di scartamento presso la Ferrovia Museo Blonay-Chamby, anche l'unità 42 è sopravvissuta, ceduta al Comune di Rimini come monumento.